# Miagrammopes lehtineni
Miagrammopes lehtineni là một loài nhện trong họ Uloboridae.
Loài này thuộc chi Miagrammopes. Miagrammopes lehtineni được Jörg Wunderlich miêu tả năm 1976.